# Лань (рід)
Лань (Dama) — рід оленів підродини Cervinae.

## Види
| Зображення | Наукова назва   | Загальна назва     | Розповсюдження |
| ---------- | --------------- | ------------------ | --- |
|            | D. dama         | Лань європейська   | Підтверджено вихідцем лише з Туреччини, але потенційно вихідцем з Італійського півострова, Балканів і острова Родос у Греції; запроваджені з часів Римської імперії до решти Європи, а також у всьому світі в останні часи |
|            | D. mesopotamica | Лань месопотамська | Іран та Ізраїль; колись поширювався на території Близького Сходу та східної Туреччини |

Викопні
- Dama carburangelensis (De Gregorio, 1925)
- Dama celiae van der Made, Rodríguez-Alba, Martes, Gamarra, Rubio-Jara, Panera & Yravedra, 2023
- Dama eurygonos Azzaroli, 1947
- Dama geiselana Pfeiffer, 1998
- Dama roberti Breda & Lister, 2013
- Dama vallonnetensis (De Lumley, Kahlke, Moigne & Moullé, 1988)